# Купол Вознесения

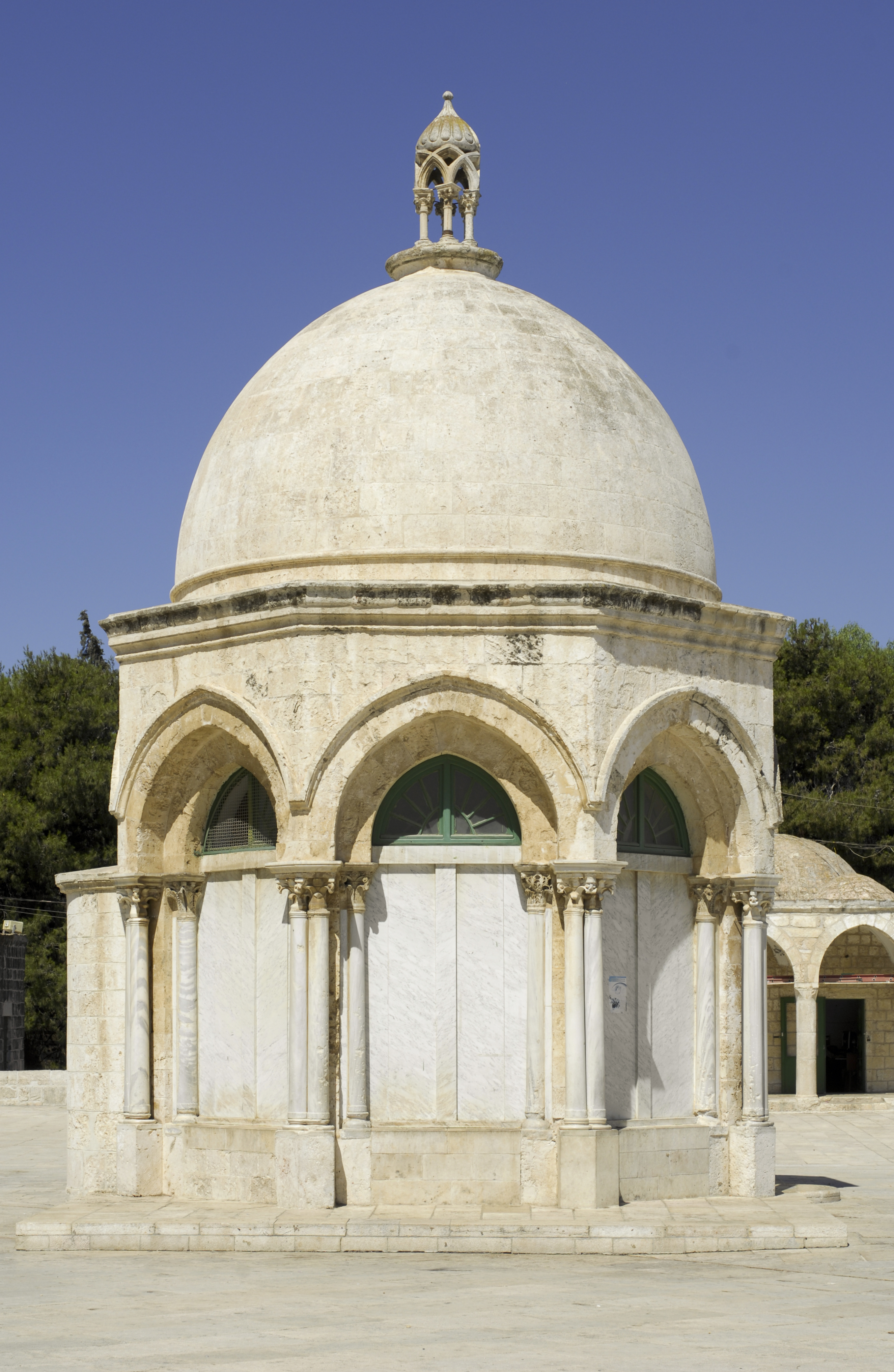
Купол Вознесения

Купол Вознесения, Ку́ббат аль-Ми́арадж (араб. قبة المعراج‎, англ. Qubbat al-Miraj) — монумент (не мечеть) на территории мечети Аль-Акса, рядом с Куполом Скалы. Построен в память о вознесении пророка Мухаммеда на небеса, в сопровождении ангела Джабраиля, случившегося в 619 году. Расположен к северу от Купола Скалы (Кубба́т ас-Сахра).

## История создания
Время первой постройки купола приблизительно определяется эпохой Омейядов или Аббасидов (его упоминают в 903 году Ибн аль-Факих и в 985 году Аль-Мукаддаси) в числе двух «малых куполов», наряду с Куполом пророка (Куббат Джибриль). Ныне существующий Купол вознесения построил при Айюбидах в 1200 году губернатор Иерусалима англ. Izz ad-Din az-Zanjili, использовав для этого руины баптистерия построенного крестоносцами в годы их правления в Иерусалиме.
Отмечается, что Куббат аль-Мирадж копирует увенчанную куполом часовню, ранее построенную крестоносцами на месте вознесения Иисуса Христа.